# عزت السعدني
عزت السعدني، صحفي وكاتب مصري ساخر شهير وهو ابن عم الفنان الممثل المصري الشهير صلاح السعدني.كان صديقاً للكاتب الصحفي الراحل عبد الوهاب مطاوع. كان من المؤسسين لمجلة الأطفال علاء الدين ورأس تحريرها لمدة تزيد عن 10 سنوات. توفي يوم 9 مايو 2022.

## مؤلفاته
- إعلان موت الحب ـ نساء بلا شاطئ ـ ـ الشيطان يسكن المدينة ـ المقامات السعدنية في الحياة المصرية ـ سفر العشاق ــ 100 سنة سينما ــ خطوات الإنسان المصري على أرض مصر ـ هل هو يوحنا المعمدان ـ هي تسبق الشيطان بخطوة ـ عالم بلا رجال - عالم بلا نساء
الكاتب عزت السعدني هو صحفي بجريدة الأهرام هو ابن عم الكاتب الساخر الكبير محمود السعدني الذي أثرى الأدب المصري والعربي بكتاباته الساخرة الموضوعية والد الصحفي أكرم محمود السعدني وهو أيضا ابن عم الفنان صلاح السعدني.[بحاجة لمصدر]